# Unión Deportiva Orensana
La Unión Deportiva Orensana (en gallec: Unión Deportiva Ourensá) fou un club de futbol gallec de la ciutat d'Ourense fundat l'any 1942 i que va desaparèixer el 1952.

## Història
Va néixer el 1942 de la fusió dels equips Galicia Sport Club Ourense i Burgas FC de la ciutat d'Ourense. Va arribar a jugar durant tres temporades a Segona divisió, les tres últimes de la seva existència, ja que va desaparèixer el 1952 per problemes econòmics.
Durant la seva última temporada va arribar a la final de la Copa Federació, en què va perdre per 3-1 contra el Real Jaén. Després d'aquell partit el club es va declarar en suspensió de pagaments.
Com a successor de la Unión Deportiva Orensana es va fundar a la ciutat el Club Deportivo Ourense.

## Historial
| Temporada | Categoria | Lloc |
| --------- | --------- | ---- |
| 1943-44   | 3ª        | 7è   |
| 1944-45   | 3ª        | 2n   |
| 1945-46   | 3ª        | 1r   |
| 1946-47   | 3ª        | 5è   |
| 1947-48   | 3ª        | 2n   |
| 1948-49   | 3ª        | 1r   |
| 1949/50   | 2ª        | 8è   |
| 1950/51   | 2ª        | 9è   |
| 1951/52   | 2ª        | 14è  |

## Palmarès
- Tercera Divisió (2): 1945-46, 1948-49
- Subcampió de la Tercera Divisió (2): 1944-45, 1947-48
- Subcampió de la Copa Federació (1): 1952